# Mevkuž
Mevkuž – wieś w Słowenii, w gminie Gorje. W 2018 roku liczyła 79 mieszkańców. Miejscowy kościół poświęcony jest świętemu Mikołajowi.